# شهرام جلیلیان
شهرام جلیلیان (۱۳۵۷ در خرمشهر) نویسنده، مترجم و استاد تاریخ اهل ایران است. او مدرک کارشناسی تاریخ خود را از دانشگاه یزد، کارشناسی ارشد را از دانشگاه شهید بهشتی و مدرک دکترایش را از دانشگاه تهران اخذ کرده‌است. وی هم‌اکنون استاد گروه تاریخ دانشگاه شهید چمران اهواز است.
کتاب وی تحت عنوان تاریخ جندی‌شاپور در سومین دورهٔ جایزهٔ کتاب سال استان خوزستان از میان ۳۰۰ کتاب ارائه‌شده، موفق به کسب عنوان کتاب برگزیدهٔ سال خوزستان در بخش علوم اجتماعی و تاریخ شد و کتاب دیگرش، تاریخ تحولات سیاسی ساسانیان نیز در حوزهٔ تاریخ، جغرافیا و باستان‌شناسی، جایزه و نشان دهخدا را دریافت کرد.
جلیلیان در حوزهٔ تاریخ ایران باستان، به‌ویژه تاریخ ساسانیان پژوهش و تدریس می‌کند. وی از مهرماه ۱۳۹۹ تا اردیبهشت‌ماه ۱۴۰۱، با سمت رییس دانشکده‌ٔ ادبیات و علوم انسانی دانشگاه شهید چمران اهواز فعالیت کرده بود.

## آثار
تألیف
- جلیلیان، شهرام (۱۳۹۱). بیستون. تهران: دفتر پژوهش‌های فرهنگی. شابک ۹۷۸-۹۶۴-۳۷۹-۲۶۲-۶.
- جلیلیان، شهرام (۱۳۹۲). تاریخ جندی‌شاپور. اهواز: دانشگاه علوم پزشکی جندی‌شاپور اهواز. شابک ۹۷۸-۶۰۰-۵۳۴۹-۸۷-۰.
- جلیلیان، شهرام (۱۳۹۵). بیست گفتار دربارهٔ جندی‌شاپور. اهواز: دانشگاه علوم پزشکی جندی‌شاپور اهواز.
- جلیلیان، شهرام (۱۳۹۵). علی ابن‌عباس اهوازی. اهواز: دانشگاه علوم پزشکی جندی‌شاپور اهواز.
- جلیلیان، شهرام (۱۳۹۶). نامهٔ تَنْسَر به گُشْنَسْپ (پیشگفتار تاریخی، زندگینامهٔ تنسر و تاریخ‌گذاری نامهٔ او، متن، یادداشت‌ها، واژه‌نامه). اهواز: انتشارات دانشگاه شهید چمران اهواز. شابک ۹۷۸-۶۰۰-۱۴۱-۲۰۸-۰.
- جلیلیان، شهرام (۱۳۹۶). تاریخ تحولات سیاسی ساسانیان. تهران: سمت. شابک ۹۷۸-۶۰۰-۰۲-۰۴۶۳-۱.

ترجمه
- موری، آر. اس. (۱۳۸۰). ایران باستان. ترجمهٔ شهرام جلیلیان. تهران: فروهر. شابک ۹۶۴-۶۳۲۰-۲۵-۲.
- دریایی، تورج (۱۳۸۹). شهرستان‌های ایرانشهر. ترجمهٔ شهرام جلیلیان. تهران: انتشارات توس. شابک ۹۷۸-۹۶۴-۳۱۵-۷۰۱-۲.
- استولپر، ماتیو ولفگانگ (۱۳۹۰). تاریخ ایلام. ترجمهٔ شهرام جلیلیان. تهران: انتشارات توس. شابک ۹۷۸-۹۶۴-۳۱۵-۷۰۹-۸.
- بای، چول هیون (۱۳۹۰). بازخوانی بیستون؛ ترجمه متن ایلامی و بابلی سنگ نوشته داریوش بزرگ در بیستون. ترجمهٔ شهرام جلیلیان. تهران: مؤسسهٔ تحقیقات و توسعهٔ علوم انسانی. شابک ۹۷۸-۶۰۰-۵۲۱۱-۵۴-۲.
- شهبازی، علیرضا شاپور (۱۳۹۰). جُستاری دربارهٔ یک نماد هخامنشی؛ اهوره‌مزدا، فروهر یا خُورنه؟. ترجمهٔ شهرام جلیلیان. تهران: انتشارات شیرازه. شابک ۹۷۸-۹۶۴-۷۷۶۸-۷۳-۳.
- دریایی، تورج (۱۳۹۲). گزارش شطرنج و نهش نیو اردشیر. ترجمهٔ شهرام جلیلیان. تهران: انتشارات توس. شابک ۹۷۸-۹۶۴-۳۱۵-۷۳۳-۳.
- دریایی، تورج (۱۳۹۲). شاهنشاهی ایران، پیروزی عرب‌ها و فرجام‌شناختی زردشتی. ترجمهٔ شهرام جلیلیان. تهران: انتشارات توس. شابک ۹۷۸-۹۶۴-۳۱۵-۷۳۷-۱.
- تاریخ ماد به‌گزارش دانشنامهٔ ایرانیکا. ترجمهٔ شهرام جلیلیان و محمد حیدرزاده. اهواز: انتشارات دانشگاه شهید چمران اهواز. ۱۳۹۶. شابک ۹۷۸-۶۰۰-۱۴۱-۲۰۷-۳.